# Pineas Jacob
Pour les articles homonymes, voir Jacob (homonymie).
Pineas Jacob est un footballeur namibien né le 29 octobre 1985.
Il a participé à la Coupe d'Afrique des nations 2008 avec l'équipe de Namibie.

## Carrière
- 2007- : Ramblers ( Namibie)

## Palmarès
- Meilleur buteur du championnat de Namibie de football en 2008